# Marcin Borkowski
Marcin Borkowski (ur. w 1962 w Warszawie) – polski programista i dziennikarz prasowy zajmujący się tematyką gier komputerowych, w latach 1992–1996 redaktor naczelny czasopisma „Top Secret”; autor powieści „Odwlekane porządki”; w latach 2015–2023 roku felietonista i współpracownik czasopisma „Pixel”.

## Życiorys

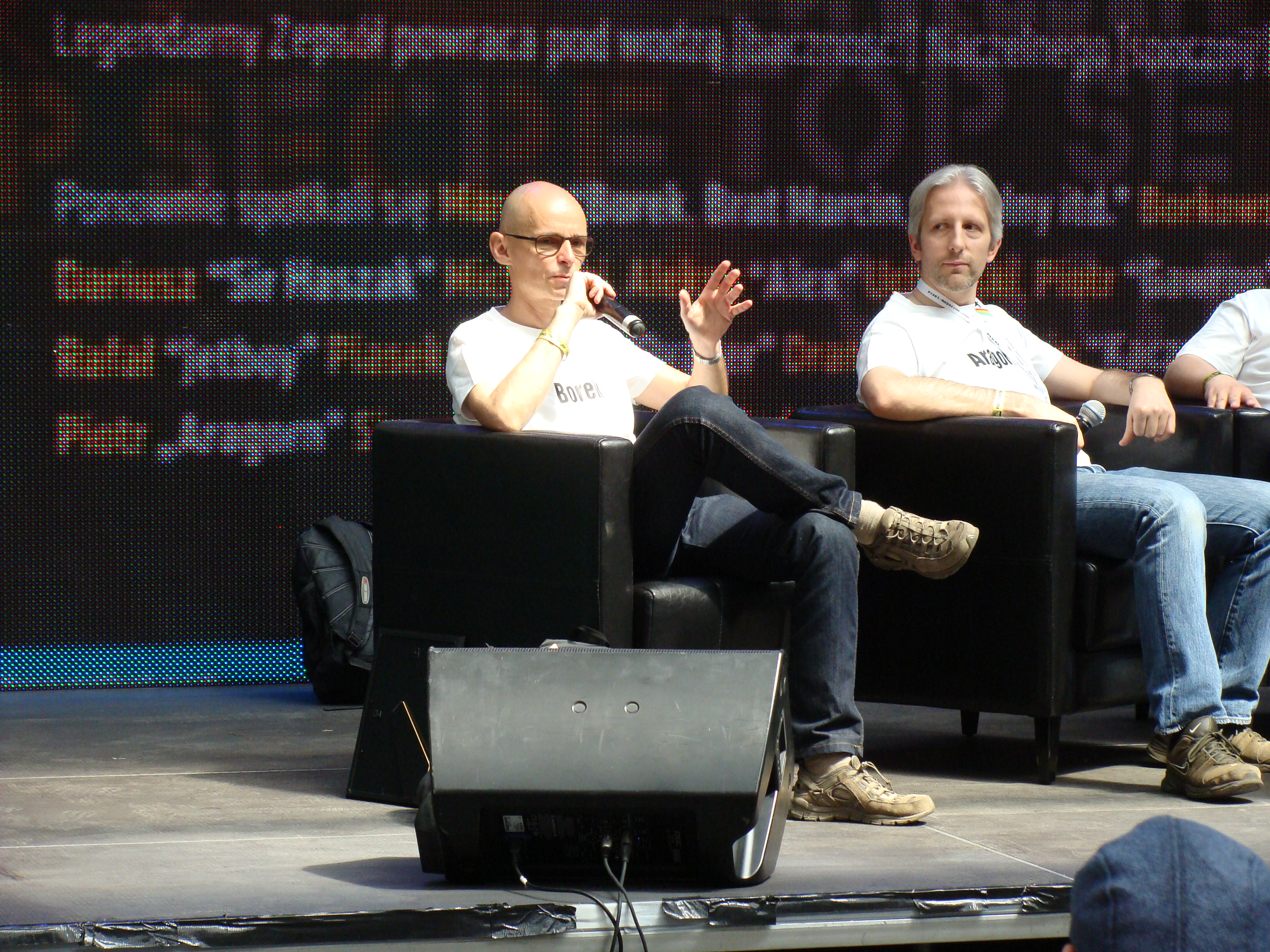
Marcin Borkowski podczas festiwalu „Pixel Heaven” w Warszawie, 27 maja 2017

Urodził się w 1962 roku w Warszawie. Wychowywał się w warszawskiej dzielnicy Żoliborz. Ukończył XVI Liceum Ogólnokształcące im. Stefanii Sempołowskiej w Warszawie. Studiował na Wydziale Chemii Uniwersytetu Warszawskiego, jednak studiów nie zakończył. Latem 1986 roku napisał na komputerze ZX Spectrum program pt. „Puszka Pandory”. W latach 1988–1992 pracował w czasopiśmie „Bajtek”. Przez cztery lata pełnił funkcję redaktora naczelnego magazynu „Top Secret” (od numeru 10 z maja-czerwca 1992 roku do końca istnienia pierwszej edycji czasopisma, tzn. do numeru 54 z września-października 1996 roku). Pisząc na łamach Top Secretu posługiwał się szeregiem pseudonimów, takich jak Borek, Robaquez, Brat Marcin, Kopalny, Profesor Dżemik i Naczelny. W latach 1997–1999 współpracował w magazynem „Gambler”. 
W 2014 roku był felietonistą reaktywowanego na krótko czasopisma „Secret Service”, a następnie felietonistą czasopisma „Pixel” od momentu jego powstania w lutym 2015 roku.
W 2016 roku wydał swój debiut literacki – powieść „Odwlekane porządki”, będącą zbiorem opowiadań związanych z Żoliborzem.
Za wydaną w 2021 grę-zagadkę „Pendrive znaleziony w trawie” („The USB Stick Found in the Grass”) został nominowany do paszportu Polityki w kategorii Kultura cyfrowa.